# Joseph Louis Lanafoërt
Pour les articles homonymes, voir Lanafoërt.
Joseph Louis Lanafoërt ou Lanafoir ou de Lannefoërt, né le 5 mars 1788 à Plaisance (Gers) et mort le 14 avril 1842 dans la même ville, est un avocat, procureur impérial, notaire royal, maire et conseiller général français.
Il est jurisconsulte à Paris et donne des cours à l'université impériale.

## Biographie

### Origine et famille
Joseph Louis Lanafoërt est issu d'une famille de noblesse de robe, avec titre de comte, dont les traces en Gascogne remonte au XVe siècle. Il est le frère cadet de Louis Lanafoërt, fils de Sieur Jean Gabriel Lanafoërt (1740-1806) avocat en parlement (1791), avoué au tribunal d'Auch, notaire et consul. Petit-fils de Sieur Étienne Lanafoërt (1695-1763), notaire royal, consul de Plaisance en 1744 et arrière-petit-fils de Sieur Dominique Lanafoërt (1656-1736), avocat en parlement  et notaire royal, lui-même fils de Sieur Jean Lanafoërt (1636-1715) notaire royal à Pouydraguin et Beaumarchés, lui-même descendant de sire Jean Lanafoir, seigneur de Lanafoir (1570-1640), avocat en parlement, fondateur de la dynastie et constructeur de la gentilhommière de Lannafoert à Lasserade ("castel Lannafoërt"), dont ne subsiste aujourd'hui au lieu-dit Lannafoërt qu'une tour à moitié détruite et quelques dépendances. 
Cette propriété fut vendue dans les années 30, avec les 50 hectares de vignes y attenantes, par Henriette Sabail-L'officier, héritière des Lanafoërt. Sire Jean de Lanafoir avait comme arrière grand-père Jaymet de Lannefoërt originaire d'Aignan, avocat en parlement, que l'on retrouve dans un document rédigé en latin et gascon de septembre 1481, au côté du gendre de Louis XI, Pierre de Bourbon, sire de Beaujeu et comte de Clermont et de la Marche.
Joseph Louis Lanafoërt se maria le 29 novembre 1836, avec Marie Anne Alexandrine Bacquier, fille de Bernard Bacquier, médecin et maire de Plaisance sous le Premier Empire (1807-1814). 

### Carrière
Joseph Louis Lanafoërt, démissionna de son poste d'avocat général en septembre 1819 près la cour d’appel  d'Agen pour reprendre l'étude notariale familiale (datant de plus de 200 ans) à la suite du décès de son frère. Il commença alors une carrière politique de premier plan, en étant d'abord maire de Plaisance au XIXe siècle. On lui doit notamment "la route départementale de Plaisance à Maubourguet, le champ de foire, les promenades sur le bord de la rivière, le pont sur l'Arros, la place nouvelle, les grands chemins de grande communication de Plaisance à Viella et de Vic Fezenzac à Plaisance, la fontaine publique, les approvisionnements en matériaux et les fonds déposés à la caisse communale pour la reconstruction de l'église".
Enfin, il fut le premier conseiller général du Gers pour le canton de Plaisance (1833-1842), et échoua de peu à la députation.
Il participa à Paris, en tant que jurisconsulte aux modifications  du code civil français avec son frère, Louis Lanafoërt, dans une équipe qui succéda à celle de Jean-Étienne-Marie Portalis, rédactrice du premier code civil des français en 1804.
Il créa avec cinq associés en 1841la société F. Dutour et Cie, dont il était l'un des administrateurs, qui mit en place des lignes de diligence (la fameuse Hirondelle des Landes décrite quelques années plus tard par Flaubert dans son roman, Madame Bovary) dans tout le Gers, d'abord la ligne Mirande-Mont de Marsan, par Tillac, Marciac, Plaisance, Riscle, Barcelone, Aire, Grenade, puis des lignes secondaires l'Isle-Jourdain-Toulouse, Lombez-Boulogne-sur-Gesse, l'Isle Jourdain-Mauvezin, Mauvezin-Toulouse, Auch-Beaumont, Auch-Port-Sainte-Marie. Ces lignes ont participé grandement au développement économique du Gers sous la Monarchie de Juillet avant qu'elles soient remplacées par le chemin de fer.

### Descendance
Il n'eut pas de descendance, et au décès de son frère Louis Lanafoërt s'occupa de ses filles et fit de sa nièce Elmire Lanafoërt son héritière, en lui laissant l'hôtel de Lanafoërt-Chapelain à Plaisance ; la charge royale de notaire fut repris par son époux, Jean François Marie Doat . Ses héritiers aujourd'hui, la famille Sabail-Chapelain L'officier et notamment son petit neveu, au 6e degré, Christophe Chapelain L'officier, sont toujours propriétaire de l'hôtel particulier au XXIe siècle.